# دي تسايت

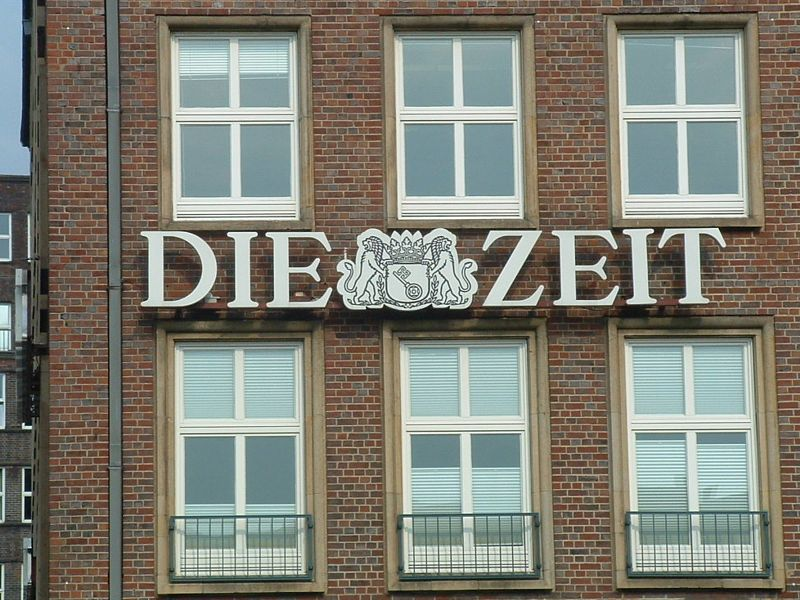
شعار دي تسايت

دي تسايت (بالألمانية: Die Zeit أي الوقت) هي جريدة أسبوعية ألمانية. تأسست لأول مرة في 21 فبراير 1946. منذ عام 1996 تنتمي إلى مجموعة النشر هولتسبرينك. تُنشر الصحيفة كل يوم خميس، يقع مقرها منذ إنشائها إلى الآن في هامبورغ.

## وصلات خارجية
- الموقع الرسمي